# Hajnozaur
Hajnozaur (Hainosaurus) – rodzaj wymarłych gadów z rodziny mozazaurów (Mosasauridae); jego nazwa znaczy „jaszczur z (rzeki) Haine”.
Żył w okresie późnej kredy (santon – mastrycht, około 85–65,5 mln lat temu) na terenie obecnej Europy i Ameryki Północnej. Jego szczątki znaleziono w Holandii, Belgii oraz Kanadzie.
Hainosaurus osiągał długość przekraczającą 15 m, z czego na czaszkę przypadało ponad 1,5 m. Budowa szkieletu wskazuje, że najbliższym krewnym hajnozaura był północnoamerykański Tylosaurus – hajnozaur miał jednak większe otwory nosowe, krótszy ogon, a jego kręgosłup składał się z większej liczby kręgów. Blisko spokrewniony z tymi rodzajami może być również Taniwhasaurus z mastrychtu Nowej Zelandii.
Opisano następujące gatunki z rodzaju Hainosaurus:
- Hainosaurus bernardi (typowy) Dollo, 1885
- Hainosaurus gaudryi Nicholls, 1988
- Hainosaurus pembinensis (Thevennin, 1896)